# Mistrzostwa panamerykańskie w kajakarstwie górskim
Mistrzostwa panamerykańskie w kajakarstwie górskim – zawody w kajakarstwie górskim w Ameryce.

## Edycje
| Rok  | Miasto         | Państwo   | Data               |       |
| ---- | -------------- | --------- | ------------------ | ----- |
| 2019 | Três Coroas    | Brazylia  | 26–28 kwietnia     |       |
| 2018 | Três Coroas    | Brazylia  | 19–21 października |       |
| 2017 | Pejivalle      | Kostaryka | 20–22 października | [ 1 ] |
| 2016 | Rio de Janeiro | Brazylia  | 14–16 października | [ 2 ] |